# Highveld
Highveld (afrikansko: Hoëveld, izgovorjeno [ˈɦuəfælt], lit. 'Visoki Veld') je del južnoafriške celinske planote, ki ima nadmorsko višino nad približno 1500 m, vendar pod 2100 m, s čimer so izključene gorske regije Lesota, regije jugovzhodno od Highvelda. Tu so nekatera najpomembnejša komercialna kmetijska območja v državi, pa tudi največja koncentracija metropolitanskih središč, zlasti somestja Gauteng, ki sprejme eno tretjino prebivalstva Južne Afrike.

## Lokacija in opis
Highveld sestavlja skoraj vse province Svobodne države in Gautenga ter dele okoliških območij: zahodni rob Lesota in dele provinc Vzhodna Kaplandija, Severna Kaplandija, Severozahodna provinca, Limpopo in Mpumalanga v Južni Afriki. Najvišji del Highvelda, okoli 2100 m, je njegova severovzhodna dobro definirana meja, kjer ga Rob planote (Mpumalanga Drakensberg) ločuje od Mpumalanga Lowveld (ki med drugim vsebuje Krugerjev narodni park). Druga dobro opredeljena meja je na severu, kjer Magaliesberg ločuje Highveld od Bushvelda. Nadaljevanje Velikega roba proti jugu ločuje Highveld od KwaZulu-Natal. Jugovzhodni del Velikega roba (tisti del, ki ga najpogosteje imenujemo Drakensberg) se dviga na več kot 3000 m in tvori mejo med KwaZulu-Natalom in Lesotom. Slednja gorata regija pa se na splošno ne imenuje Highveld, katere meja na tej točki poteka tik znotraj meje Svobodne države Lesoto, približno 2000 m. Od svoje vzhodne meje se Highveld rahlo spušča navzdol in ga omejujejo Veliki Karu na jugu, puščava Kalahari na zahodu, Bushveld na severu, Mpumalanga Lowveld na severovzhodu, KwaZulu-Natal na vzhodu in Lesotsko višavje ali gore na jugovzhodu. Highveld pokriva površino skoraj 400.000 km2 ali približno 30 % površine Južne Afrike.
Teren Highveld je na splošno brez gora, sestavljen iz valovitih ravnin, zlasti v Svobodni državi, ki jih včasih prekinjajo skalnati grebeni, kot so Witwatersrand, Magaliesberg in [[krater Vredefortgg. Reka Vaal in njeni pritoki tvorijo glavni drenažni sistem Highvelda. Pritoki reke Oranje odvodnjavajo najbolj južna območja Highvelda.
Deževno obdobje se v Highveldu pojavi poleti, močne popoldanske nevihte pa so značilne za november, december in januar. Zmrzal se pojavi pozimi.

## Urbana območja in industrija
Mesta, ki so na Highveldu, so Johannesburg, Pretoria, Bloemfontein, Vereeniging, Welkom, Carletonville ter mesti West Rand in East Rand. Diamantno rudarsko mesto Kimberley leži na meji Highvelda in jugovzhodnega Kalaharija.
Približno polovica zlata, proizvedenega na svetu, je bila od leta 1880 izkopana v Highveldu. Največja nahajališča so v Witwatersrandu, ki se osredotoča na Johannesburg, z manjšimi nahajališči v severni Svobodni državi blizu Welkoma in Virginije. Highveld je tudi izjemno bogat z diamanti, premogom, vanadijem in manganom.
Onesnaženost v tej regiji je tudi zelo visoka predvsem zaradi termoelektrarn na premog, ki proizvajajo dušikov oksid in žveplov dioksid.
V kmetijstvu na Highveldu na splošno prevladujeta ekstenzivna pridelava žita in paša goveda, z intenzivnejšo pridelavo koruze, pšenice, sirka, citrusov, arašidov, sončnic in zelenjave, ki se pojavljajo na namakanih območjih in kmetijskih zemljiščih bližje urbanim območjem. Šotna osnova travinja deluje kot naravni filter, ki zagotavlja vire čiste vode.

## Rastlinstvo
Naravno prisotno rastlinstvo v Highveldu sestavljajo različne vrste dobro uveljavljenih travišč, odvisno od različnih količin padavin na območju: subtropska in zmerna travišča, pri čemer prava savana ne prevladuje v ekosistemu do bolj tropskih zemljepisnih širin. Glavni vrsti trav sta Hyparrhenia hirta in Sporobolus pyramidalis, med njimi pa so tudi druge trave in zelišča. Drevesa in grmi niso nikoli uspevali zaradi pogostih požarov, ki so se pojavljali v sušnem obdobju, in močne paše (nekoč divjadi, zdaj živine).

## Živalstvo
Highveld je dom številnih ogroženih živali, vključno s slamnatimi netopirji; največja afriška kača, srednjeafriški skalni piton (Python sebae); gorske zebre (Equus zebra); in nacionalna ptica Južne Afrike, modri žerjav (Anthropoides paradiseus). Edina endemična ptičja vrsta je Bothin škrjanec (Spizocorys fringillaris) in dva endemična sesalca – miš Mus orangiae in krt Chrysospalax villosa. Poleg pitona so drugi plazilci nilski krokodil (Crocodylus niloticus), nilski varan (Varanus niloticus), skalni varan (Varanus albigularis) in orjaški kuščar Smaug giganteus.

## Grožnje in ohranjanje
Tako kot številna druga območja travinja po vsem svetu je tudi Highveld odlično kmetijsko zemljišče in večina območja je bila spremenjena za kmetovanje. Travišča, ki so zdaj ostala v naravnem stanju, so v različnih naravnih rezervatih, ki so, čeprav majhen del Highvelda, še vedno največja območja preostalih travnikov v Južni Afriki. Zavarovana območja vključujejo naravni rezervat Suikerbosrand, naravni rezervat Verloren Valei, naravni rezervat jez Nooitgedacht, naravni rezervat jez Bronkhorstspruit, naravni rezervat jez Vaal ter naravni rezervat Koppies Dam in rezervat divjadi Willem Pretorius.

## Popularna kultura
Highveld je predstavljen v Just So Stories Rudyarda Kiplinga, Kako je leopard dobil svoje pege.